# Grințieș
Grințieș is een Roemeense gemeente in het district Neamț.
Grințieș telt 2557 inwoners.